# Municipio de Granville (condado de Mifflin)
El municipio de Granville  (en inglés: Granville Township) es un municipio ubicado en el condado de Mifflin en el estado estadounidense de Pensilvania. En el año 2000 tenía una población de 4.895 habitantes y una densidad poblacional de 47,1 personas por km².

## Geografía
El municipio de Granville se encuentra ubicado en las coordenadas 40°35′00″N 77°39′59″O / 40.58333, -77.66639.

## Demografía
Según la Oficina del Censo en 2000 los ingresos medios por hogar en la localidad eran de $37 690 y los ingresos medios por familia eran $42 222. Los hombres tenían unos ingresos medios de $31 738 frente a los $19 362 para las mujeres. La renta per cápita para la localidad era de $16 807. Alrededor del 9,1% de la población estaba por debajo del umbral de pobreza.